# Dobročkovice
Dobročkovice är en ort i Tjeckien.   Den ligger i regionen Södra Mähren, i den östra delen av landet, 220 km sydost om huvudstaden Prag. Dobročkovice ligger 271 meter över havet och antalet invånare är 215.
Terrängen runt Dobročkovice är kuperad åt sydost, men åt nordväst är den platt. Runt Dobročkovice är det ganska tätbefolkat, med 72 invånare per kvadratkilometer. Närmaste större samhälle är Vyškov, 15,0 km nordväst om Dobročkovice. Trakten runt Dobročkovice består till största delen av jordbruksmark.